# Nanos humeralis
Nanos humeralis là một loài bọ cánh cứng trong họ Bọ hung (Scarabaeidae).